# Togo en los Juegos Paralímpicos de Tokio 2020
Togo estuvo representado en los Juegos Paralímpicos de Tokio 2020 por una deportista femenina. El equipo paralímpico togolés no obtuvo ninguna medalla en estos Juegos.